# Puuluup
Puuluup est un duo de nu-folk estonien actif depuis 2014. Le duo se compose de Ramo Teder (connu sous le nom de scène de Pastacas en tant qu'artiste solo) et de Marko Veisson. Leurs instruments sont le hiiu kannel / talharpa et les loopers[Quoi ?].
En 2024, Puuluup est sélectionné avec 5miinust pour représenter l'Estonie au Concours Eurovision de la chanson 2024 avec leur chanson (nendest) narkootikumidest ei tea me (küll) midagi.

## Eurovision

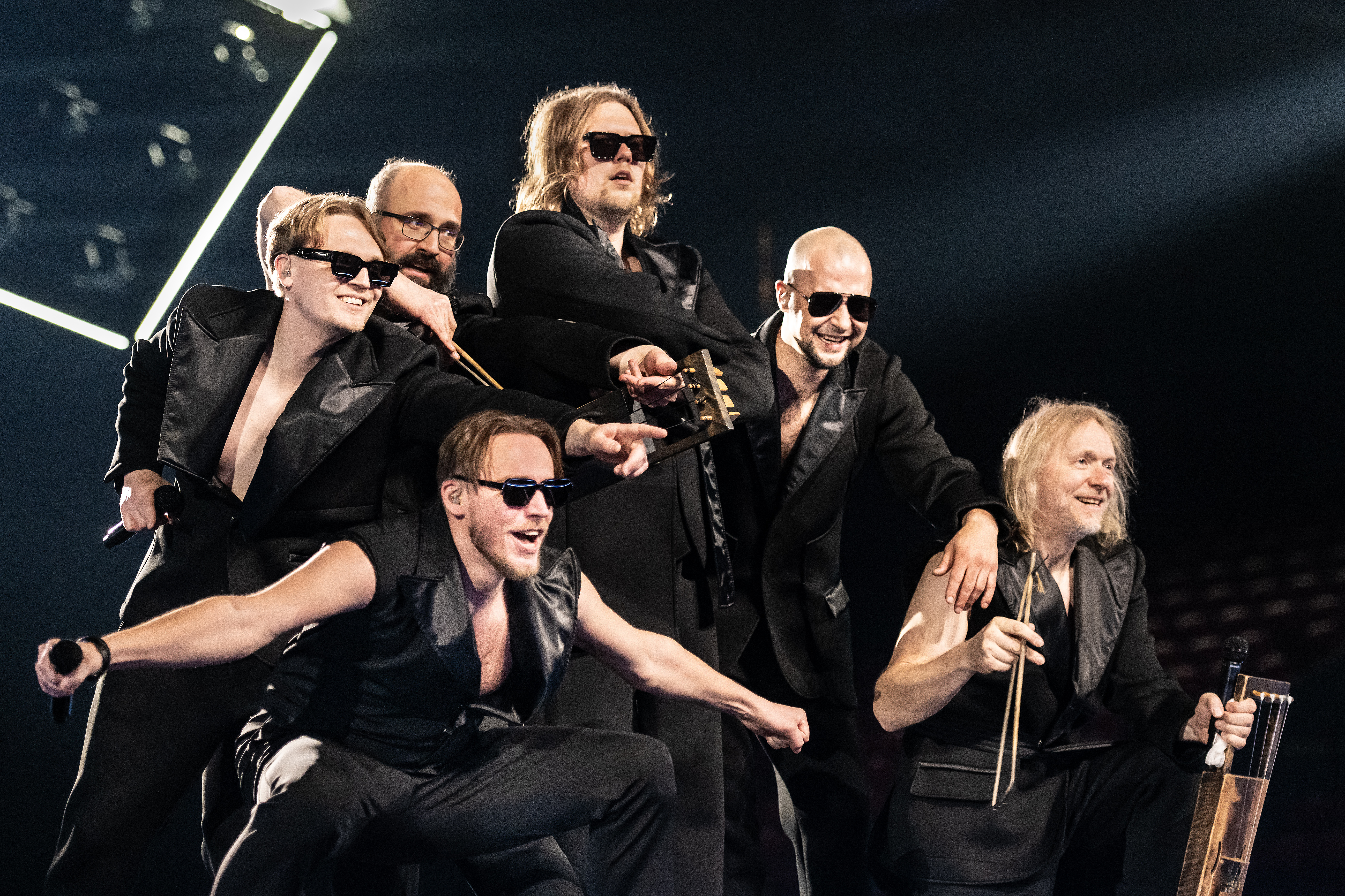
Puuluup à l'Eurovision en duo avec 5miinust

### Eesti Laul 2024
En novembre 2023, le duo est annoncé aux côtés de 5miinust comme l'un des demi-finalistes d'Eesti Laul 2024, la sélection estonienne pour le Concours Eurovision de la chanson 2024, avec leur chanson  (nendest) narkootikumidest ei tea me (küll) midagi . Ils se qualifient pour la finale lors du premier tour de la demi-finale puis remportent la finale et représenteront l'Estonie au concours.

### À l'Eurovision
L'Estonie participe à la seconde moitié de la seconde demi-finale, le jeudi 9 mai 2024. Le pays est qualifié pour la finale du samedi 11 mai.

## Discographie

### Albums
| Année | Informations                                                                                                   |
| ----- | --- |
| 2018  | Süüta mu lumi - Sortie: 1 mai 2018 - Formats: Téléchargement numérique et streaming - Étiquette: Õunaviks      |
| 2021  | Viimane suusataja - Sortie: 17 mai 2021 - Formats: Téléchargement numérique et streaming - Étiquette: Õunaviks |

### Singles
| Année | Titre                                                              | Album |
| ----- | ------------------------------------------------------------------ | ----- |
| 2017  | Shchedryi vechir                                                   | NC    |
| 2017  | Жальменiна                                                         | NC    |
| 2018  | Martafana                                                          | NC    |
| 2019  | Kasekesed                                                          | NC    |
| 2020  | Käpapuu                                                            | NC    |
| 2020  | Mama Can Do                                                        |       |
| 2021  | Liigutage vastu                                                    |       |
| 2021  | Paala järve vaala baa                                              |       |
| 2023  | (nendest) narkootikumidest ei tea me (küll) midagi (with 5miinust) |       |